# Estil animal

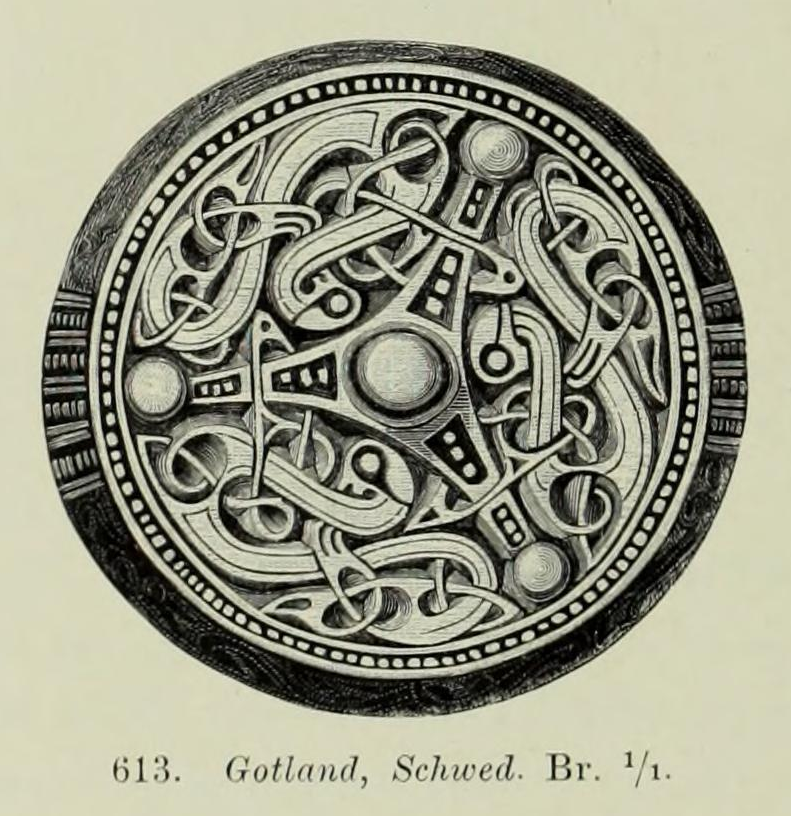
Fermall de bronze datat a l'edat del ferro, trobat a Gotland, Suècia.

L'estil animal, caracteritzat per representacions d'animals i ocells, fou característic de l'art escandinau en l'època de les migracions germàniques. S'acosta a un estil artístic comú fins a la Xina, però particularment utilitzat pels pobles nòmades de l'Àsia central, sobretots els escites, al principi de l'edat del ferro
Es tracta d'un estil decoratiu zoomòrfic, utilitzat per decorar petits objectes, sobretot en el si de poblacions guerreres